# 玄武洞

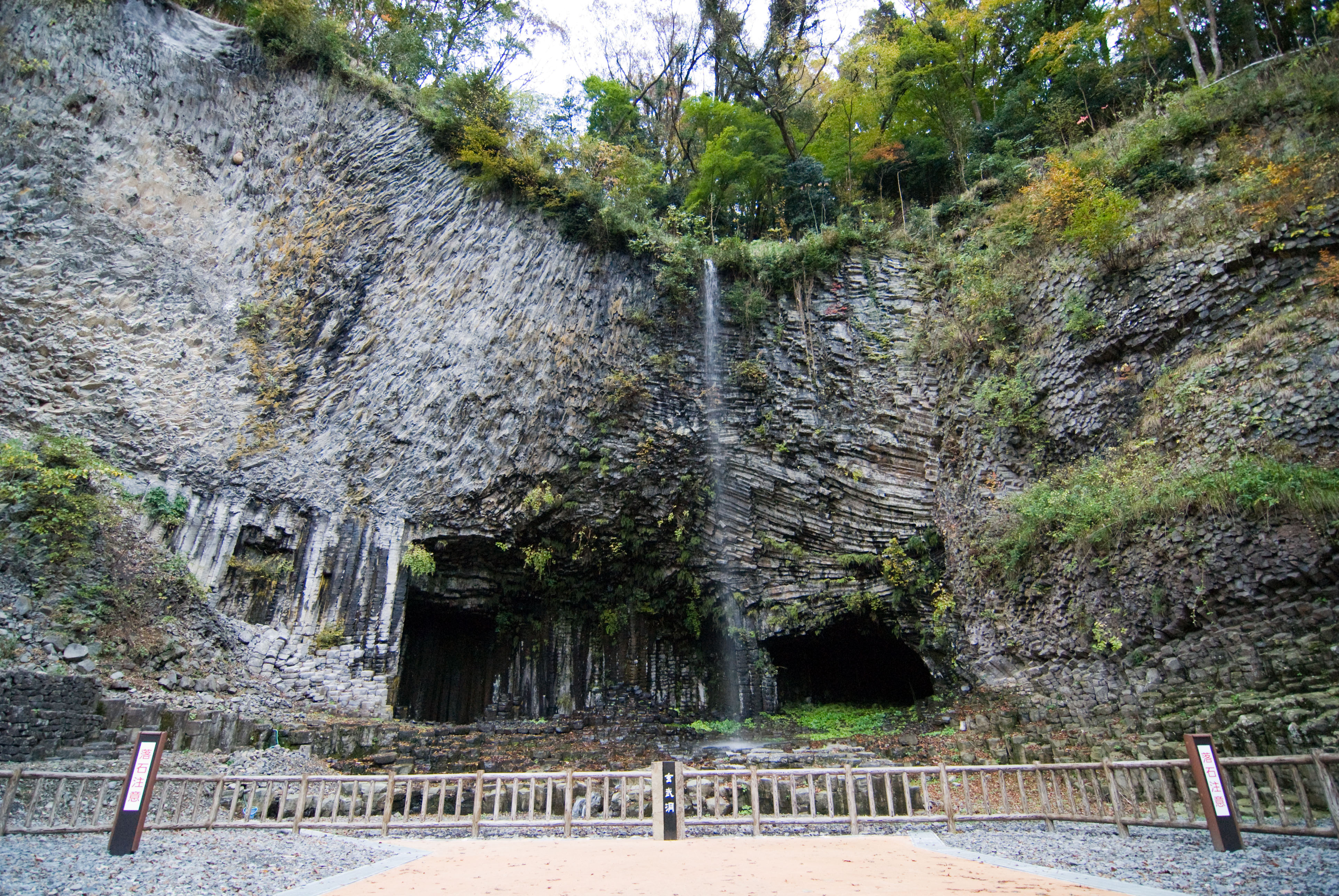
玄武洞

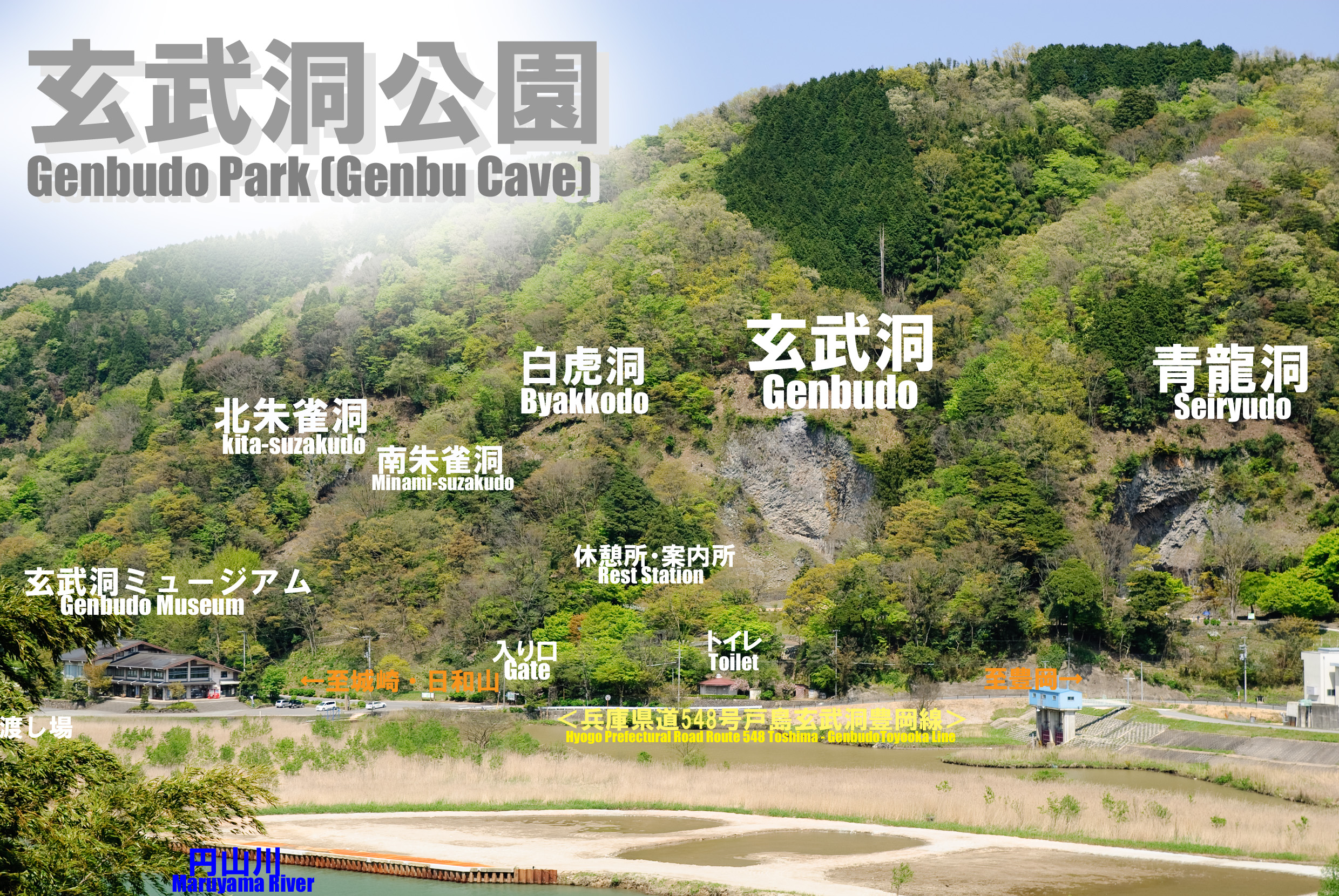
玄武洞公園の洞窟

玄武洞（げんぶどう）は、兵庫県豊岡市赤石の円山川東岸にある洞窟・絶壁。国の天然記念物に指定され、山陰海岸国立公園に含まれる。玄武洞のほか、青龍洞、白虎洞、南朱雀洞、北朱雀洞の洞窟が玄武洞公園として整備されている。

## 概要
玄武洞の奇岩の本質は柱状節理が発達している点にあるとされる。
1926年の「史跡・名勝・天然記念物調査報告書」では海食洞であるとしている。しかし、2000年代の現地調査では特定の侵食基準面に対応していないという指摘がある。その成因については、採石場跡（人工洞窟）であるとする説と海食洞または河食洞を採石場として拡大したものであるとする説に分かれているが、火山活動とは関連していない。
この場所では灘石（六方石）と呼ばれる片石の切り出しが行われ、城崎温泉の大谿川護岸などにも利用されている。江戸時代の初期には採石が進んで窪みも大きくなっており、藤屋弥兵衛の『但馬湯嶋道中独案内』（1763年）では、珍敷石山、石柱洞、峰窩洞の呼称があったという。
江戸時代後期の文化2年（1805年）1月10日に儒学者・柴野栗山がここを訪れて「群玉争輝」と書を残し、さらに文化4年（1807年）6月25日に再訪した際に「玄武洞」と名付けた。

### 地学上の意義
地質学上では東京大学の地質学者・小藤文次郎がbasaltの訳語として「玄武岩」を当てたが、これは玄武洞の名に因んで命名したとされる。
また、京都帝国大学の松山基範は、この地の玄武岩層の調査を通して地球の磁場の逆転を発見している（松山期(松山逆磁極期)参照）。
2022年には国際地質科学連合（IUGS）が設立60周年を記念して選定した「世界の地質遺産100選」に、玄武洞が日本から野島断層とともに選出された。これは地磁気の逆転現象の発見地であること、そして山陰海岸ユネスコ世界ジオパークに登録されていることが評価されたものである。

### 玄武洞の整備
2007年、日本の地質百選に選定された。
2021年（令和3年）10月からの工事で、国の天然記念物である玄武洞と青龍洞の前に観覧用の基壇を設置するとともに、休憩棟やトイレ、園路を整備した。2022年（令和4年）8月1日から公園の整備と維持保全費にあてるため玄武洞公園は有料化された。

## 歴史
- 1807年（文化4年）6月 - 柴野栗山が玄武洞と命名する[1]。
- 1884年（明治17年） - 小藤文次郎によって玄武岩と言う岩石名を付ける
- 1925年（大正14年） - 北但馬地震の影響により大きく崩落する[1]。
- 1926年（大正15年）3月 - 松山基範が世界で初めて地磁気の逆転を発見する[4]。
- 1929年（昭和4年） - 松山基範が地球磁場の反転説を世界で初めて発表する
- 1931年（昭和6年）2月 - 玄武洞および青龍洞が国の天然記念物に指定される
- 1943年（昭和18年） - 鳥取地震の影響により大きく崩落する[1]。
- 1956年（昭和31年）1月 - 玄武洞公園が都市公園に指定される
- 1963年（昭和38年）7月 - 玄武洞を含む周辺一帯が山陰海岸国立公園に指定される
- 2007年（平成19年）5月 - 玄武洞公園の洞窟が日本の地質百選に選定される
- 2007年（平成19年）12月 - 玄武岩が豊岡市の石に指定される
- 2009年（平成21年）2月 - 日本ジオパーク（山陰海岸ジオパーク）の認定を受ける
- 2009年（平成21年）5月 - 公園内を案内するガイドが配置される
- 2009年（平成21年）11月 - 玄武岩をイメージした豊岡市のマスコットキャラクター「玄さん」が登場する
- 2010年（平成22年）10月 - 世界ジオパーク（山陰海岸ジオパーク）の認定を受ける
- 2021年（令和3年）10月 - 工事のため一時閉鎖（観覧用基壇設置、休憩棟・トイレ・園路整備）[3]
- 2022年（令和4年）8月1日 - 玄武洞公園の有料化[3]

## 玄武洞公園の洞窟
- 玄武洞（国の天然記念物） - 公園の中心にある最も大きな洞窟。玄武岩のみごとな柱状節理を見ることが出来る
- 青龍洞（国の天然記念物） - 高さ33メートル。15メートルにも及ぶ長い柱状節理が見られる
- 白虎洞 - 水平方向に伸びた柱状節理と、その断面を間近に見ることが出来る
- 南朱雀洞 - 節理を間近に観察できる
- 北朱雀洞 - 垂直方向の節理が上部に向かって徐々に水平方向に変化して行く様子を観察できる

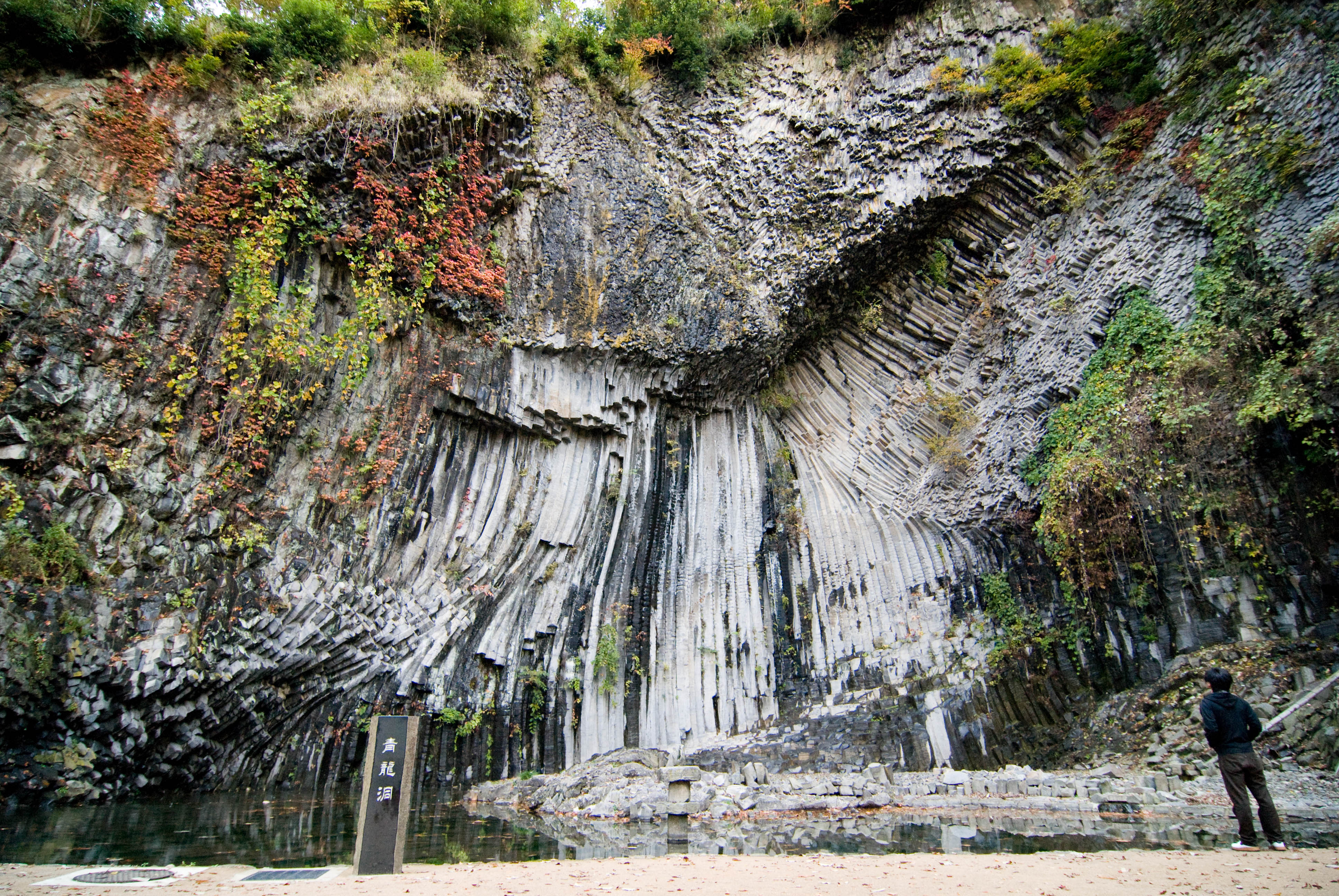
青龍洞
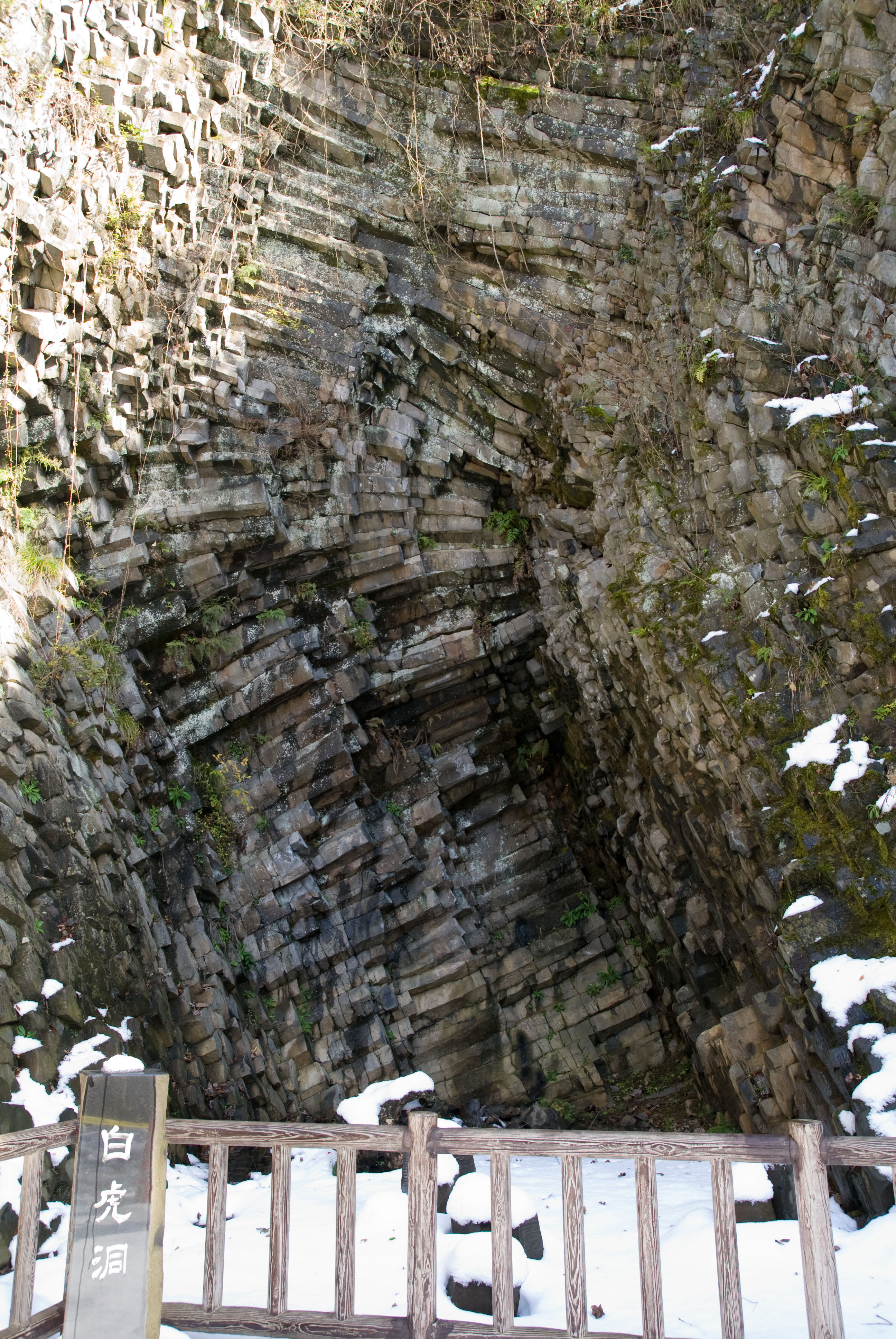
白虎洞
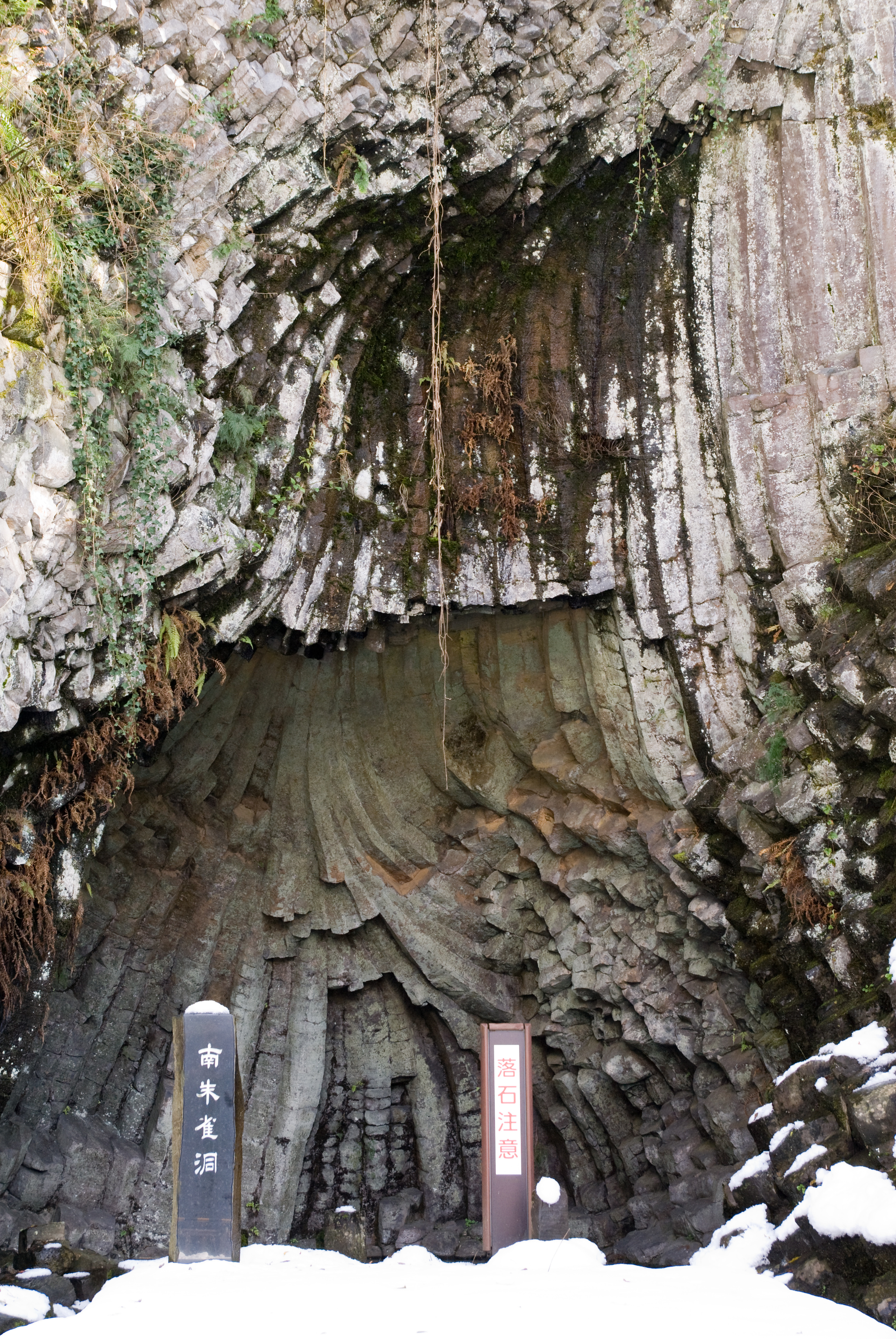
南朱雀洞
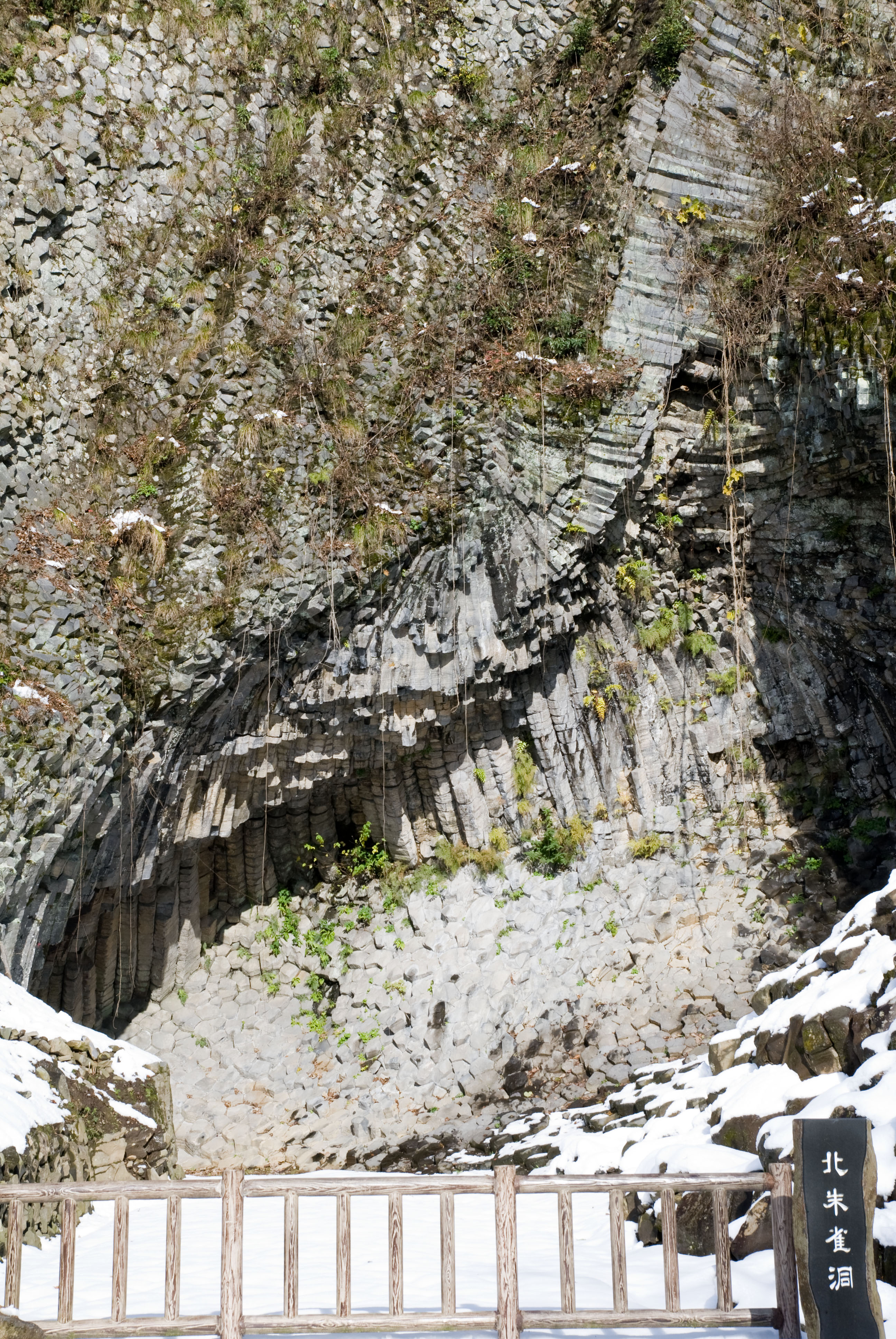
北朱雀洞

## 周辺施設
- 玄武洞ミュージアム - 世界の石の博物館、特産品、土産物、レストラン
  - 豊岡杞柳細工ミュージアム
- 玄武洞観光センター（展望台）- 土産物、休憩所
- 休憩所 - 無料案内受付、展示コーナー、自販機
- 玄武岩の「玄さん」の顔出し看板
- トイレ - 玄武岩の装飾
- 渡し舟 - 玄武洞公園と対岸のJR山陰本線・玄武洞駅を結ぶ

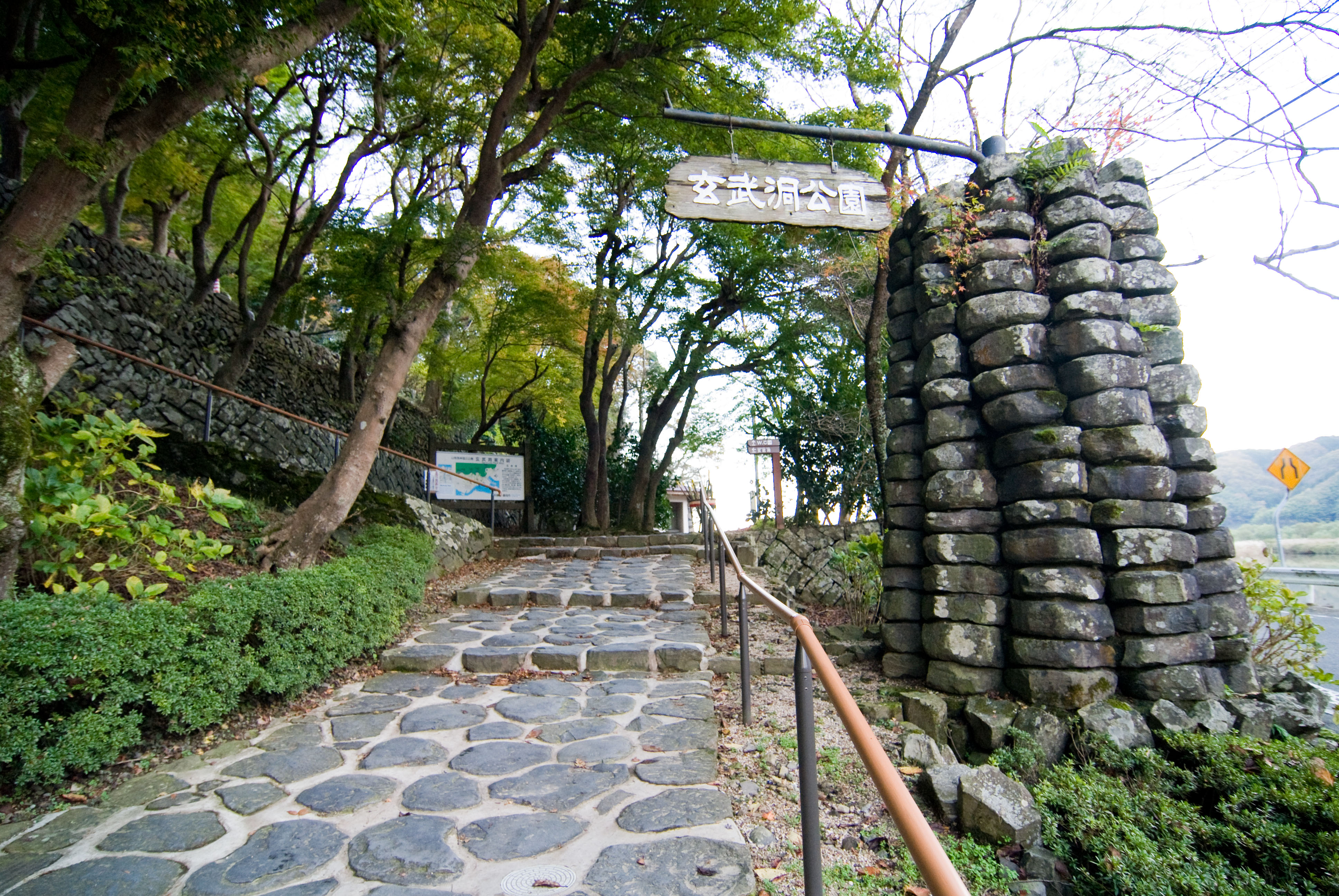
玄武洞公園の入り口（玄武岩の石畳とモニュメント）
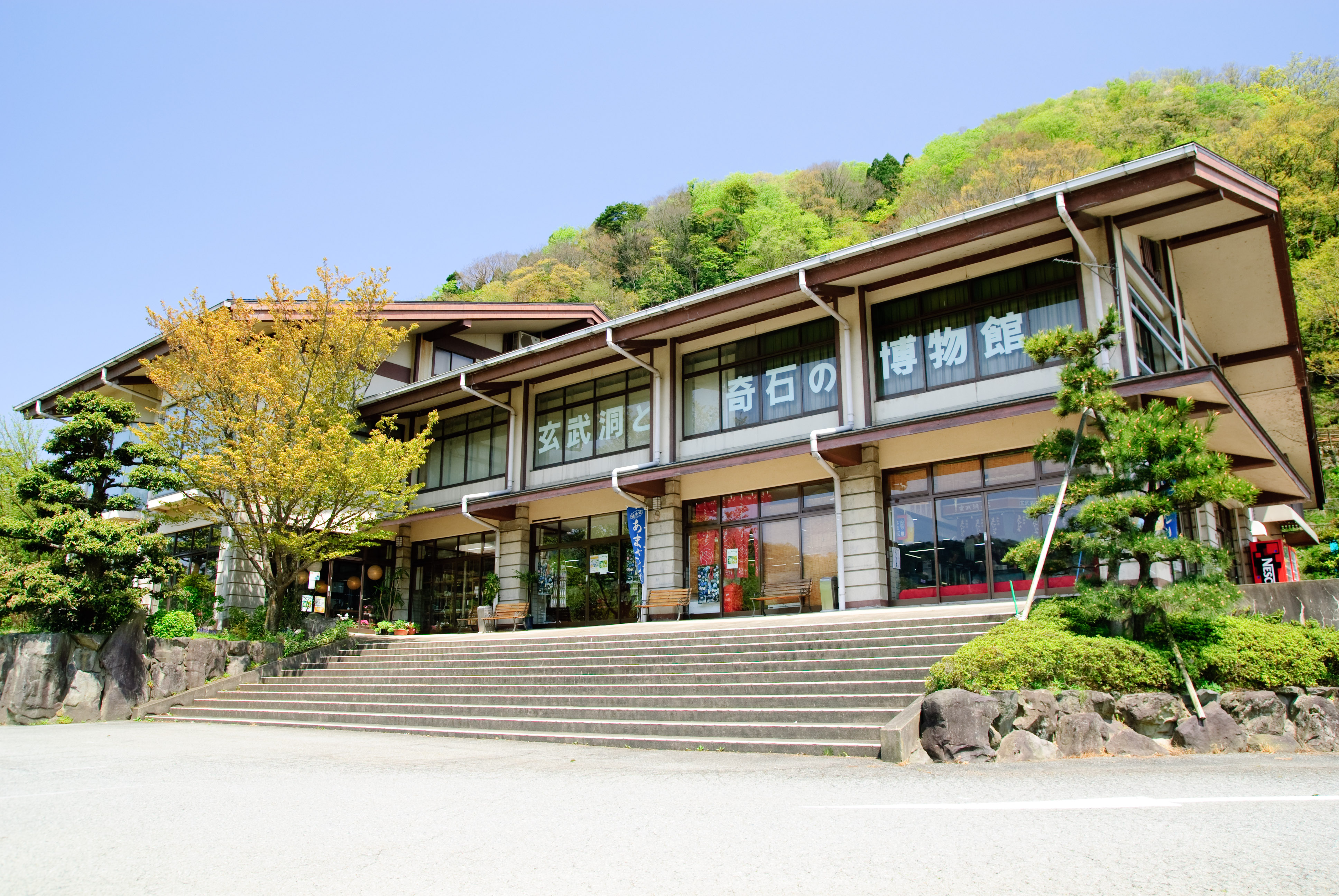
玄武洞ミュージアム（石の博物館）
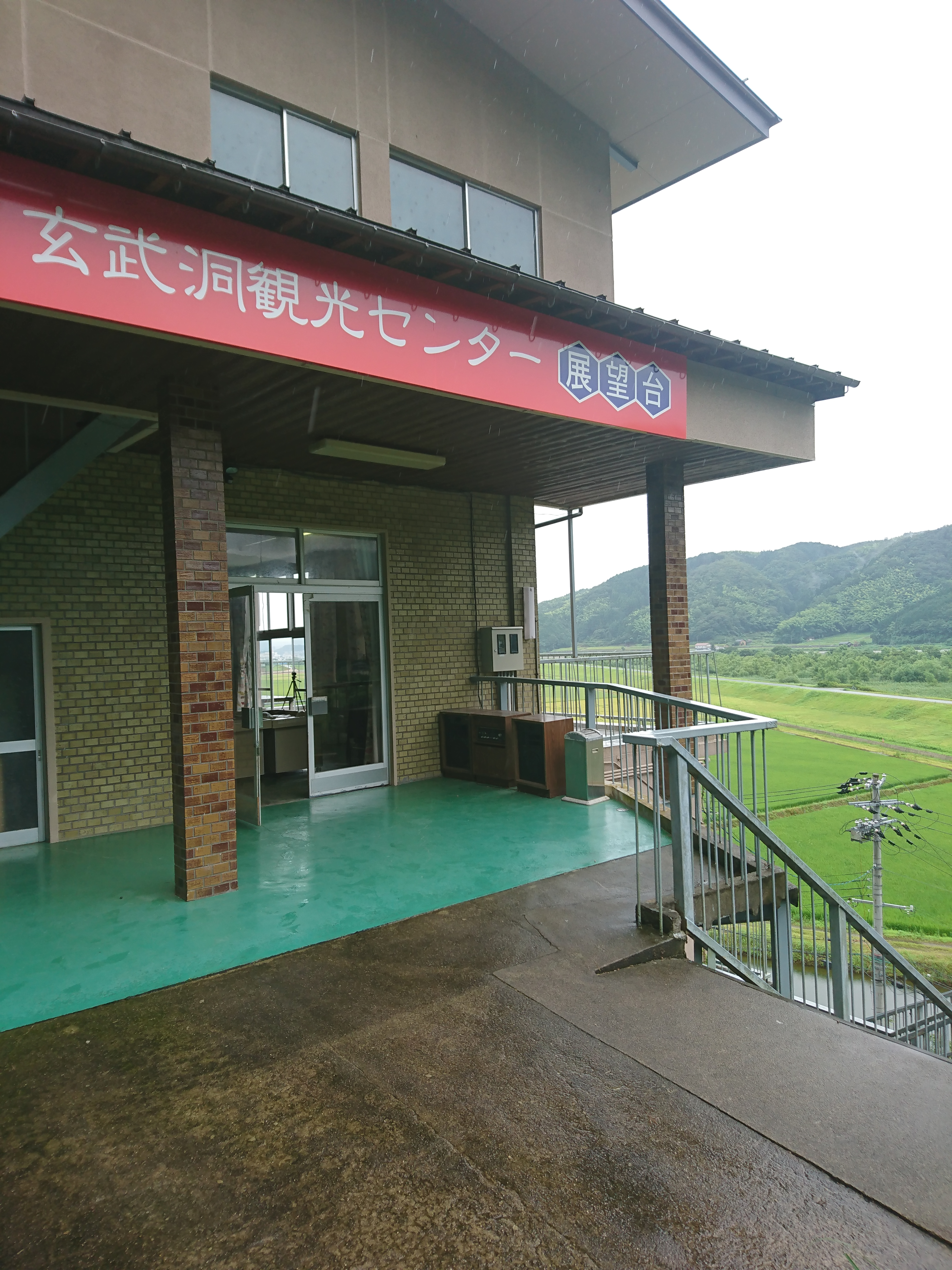
玄武洞観光センター（展望台）
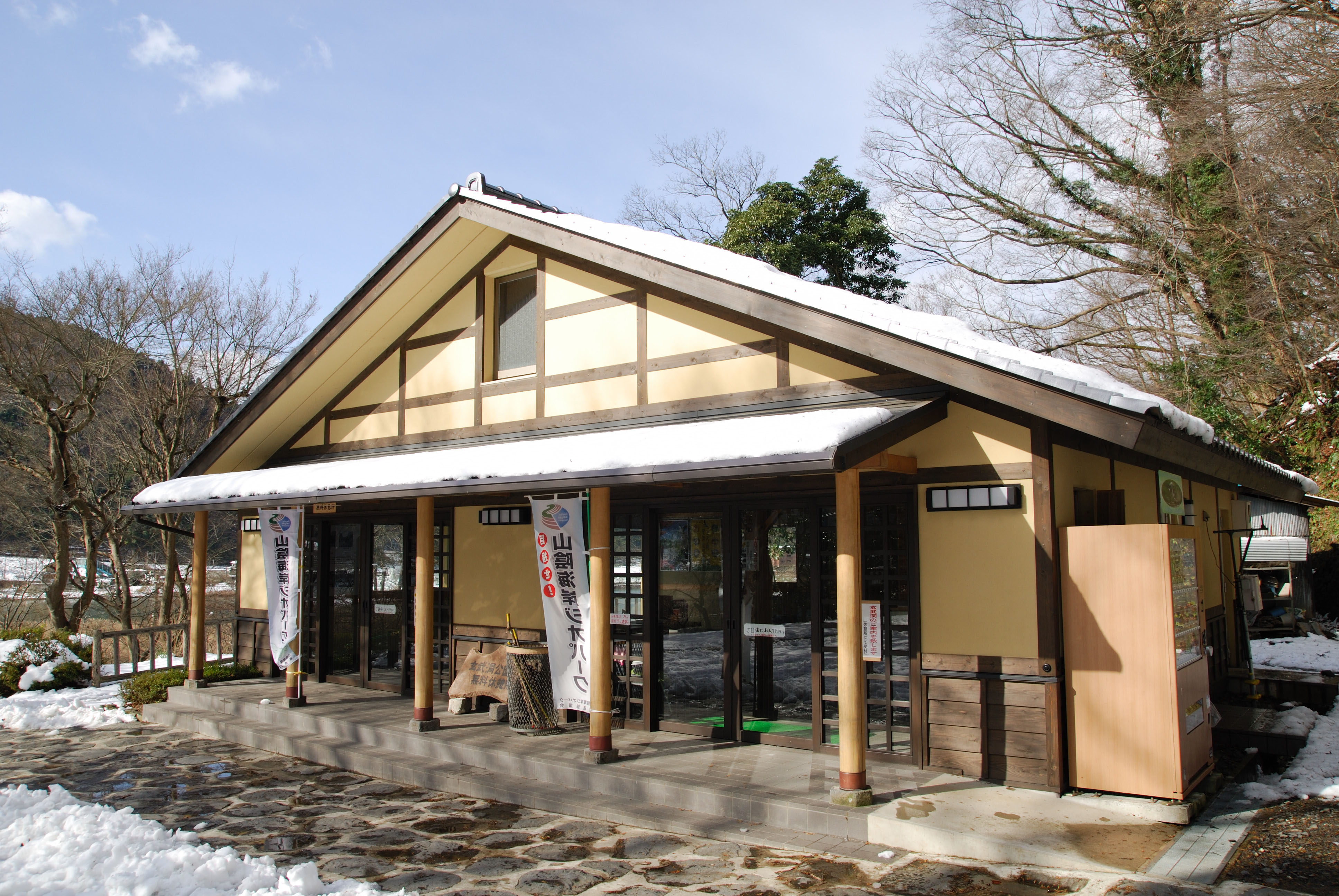
休憩・案内施設
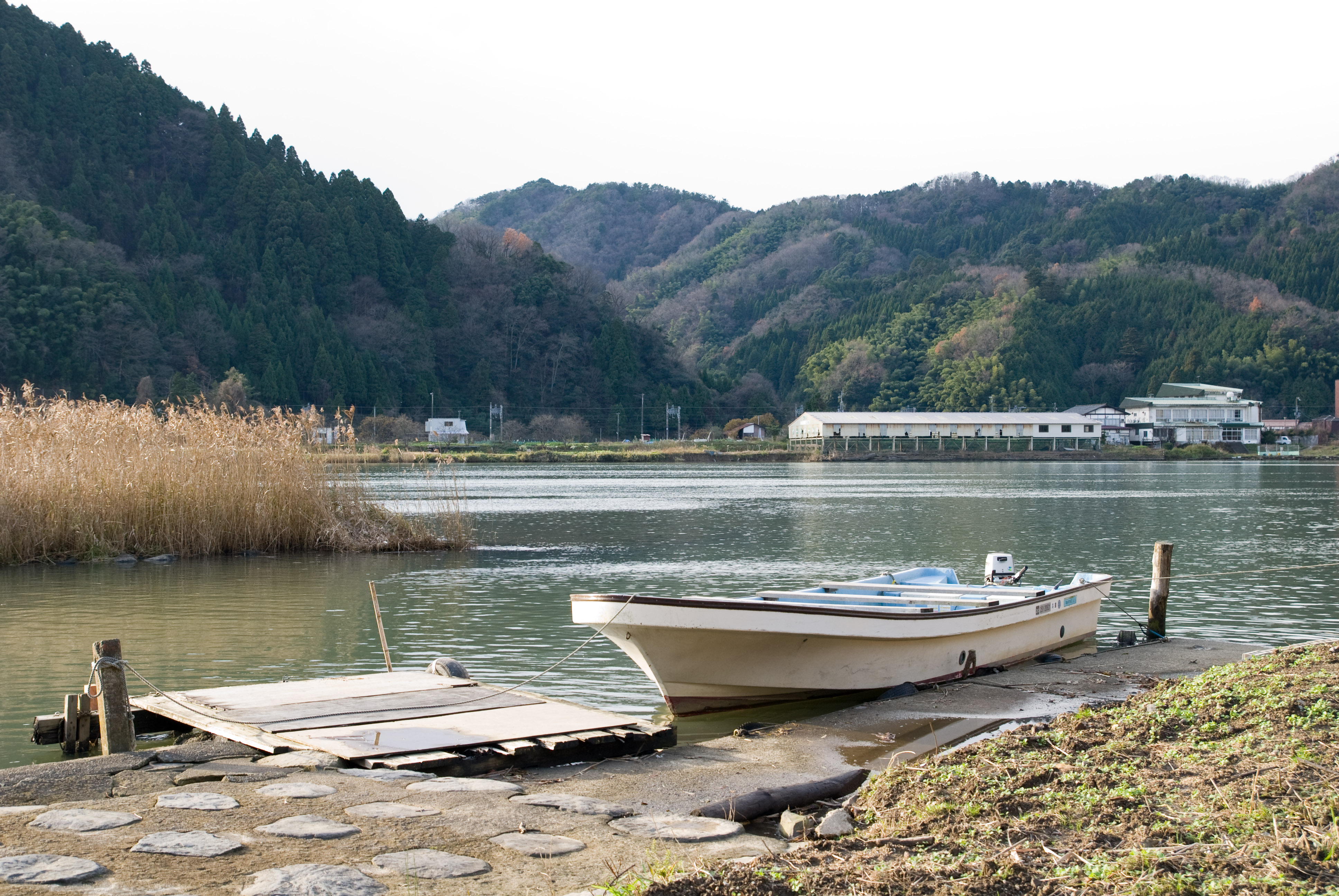
渡し舟

## 交通アクセス

### 飛行機
- コウノトリ但馬空港から空港連絡バスで豊岡駅または城崎温泉駅下車、以下鉄道と同じ

### 鉄道
- JR山陰本線城崎温泉駅からタクシーで約8分
- JR山陰本線豊岡駅からタクシー、または市営バス「イナカー」赤石行きで約15分、終点「赤石」下車、徒歩約15分
- 対岸にあるJR山陰本線玄武洞駅から渡し船で約3分　※有料。悪天時は欠航するため事前確認をするのが望ましい。

### 自転車
- レンタサイクル（城崎温泉駅前「お宿案内処」）
- 城崎温泉駅から城崎大橋を渡って東岸の県道548号を南へ約30分、4.6km

### 道路
- 豊岡市街から円山川東岸の県道548号を北に約10分